# 화곡고등학교
화곡고등학교(禾谷高等學校)는 대한민국 서울특별시 강서구 내발산동에 위치한 사립 고등학교로, 1978년에 서울강서고등학교로 첫 개교되었다.

## 학교 연혁
- 1978년 1월 30일 : 강서고등학교 설립 인가
- 1978년 3월 1일 : 초대 나채성 교장 취임
- 1978년 3월 1일 : 개교식 및 입학식(78학년도 신입생)
- 1978년 3월 1일 : 화곡고등학교로 교명변경(78.07.24 인가)
- 1981년 2월 10일 : 제1회 졸업식
- 2002년 6월 18일 : 체육관 개관
- 2002년 10월 11일 : 정보화 센터 개관
- 2003년 9월 15일 : 홍신관 개관
- 2010년 1월 5일 : 신관 완공
- 2021년 9월 1일 : 제11대 배상우 교장 취임
- 2023년 2월 2일 : 제43회 졸업식

## 참고 자료
- 화곡고등학교 - 한국교육학술정보원 학교알리미